# Mistrzostwa Europy w Lekkoatletyce 2016 – sztafeta 4 × 100 m kobiet
Sztafeta 4 × 100 metrów kobiet – jedna z konkurencji biegowych rozgrywanych podczas lekkoatletycznych mistrzostw Europy na Stadionie Olimpijskim w Amsterdamie.
Tytułu mistrzowskiego z poprzednich mistrzostw broniła reprezentacja Wielkiej Brytanii.

## Terminarz
| Data     | Godzina |            |
| -------- | ------- | ---------- |
| 9 lipca  | 20:00   | Eliminacje |
| 10 lipca | 17:35   | Finał      |

## Rekordy
Tabela prezentuje rekord świata, rekord Europy oraz najlepsze osiągnięcie na Starym Kontynencie. 
|                          | Zawodniczki                                                                             | Wynik | Miejsce                 | Data                     |
| ------------------------ | --------------------------------------------------------------------------------------- | ----- | ----------------------- | ------------------------ |
| Rekord świata            | Stany Zjednoczone · Tianna Madison, · Allyson Felix, · Bianca Knight, · Carmelita Jeter | 40,82 | Londyn, Wielka Brytania | 10 sierpnia 2012(dts)    |
| Rekord Europy            | NRD · Silke Gladisch, · Sabine Rieger, · Ingrid Auerswald, · Marlies Göhr               | 41,37 | Canberra, Australia     | 6 października 1985(dts) |
| Rekord Mistrzostw Europy | NRD · Silke Möller, · Katrin Krabbe, · Kerstin Behrendt, · Sabine Günther               | 41,68 | Split, Jugosławia       | 1 września 1990(dts)     |

## Rezultaty

### Eliminacje
Opracowano na podstawie materiału źródłowego.
| Poz. | Bieg | Reprezentacja   | Zawodniczki                                                                    | Czas  | Uwagi |
| ---- | ---- | --------------- | ------------------------------------------------------------------------------ | ----- | ----- |
| 1    | 1    | Wielka Brytania | Asha Philip, Dina Asher-Smith, Bianca Williams, Daryll Neita                   | 42.59 | Q,    |
| 2    | 2    | Niemcy          | Tatjana Pinto, Lisa Mayer, Gina Lückenkemper, Rebekka Haase                    | 42.71 | Q     |
| 3    | 1    | Szwajcaria      | Ajla Del Ponte, Sarah Atcho, Ellen Sprunger, Salomé Kora                       | 42.87 | Q,    |
| 4    | 1    | Ukraina         | Ołesia Powch, Natalija Pohrebniak, Marija Riemień, Jelizaweta Bryzhina         | 42.93 | Q,    |
| 5    | 1    | Francja         | Floriane Gnafoua, Céline Distel-Bonnet, Jennifer Galais, Stella Akakpo         | 43.06 | q,    |
| 6    | 2    | Włochy          | Irene Siragusa, Gloria Hooper, Martina Amidei, Audrey Alloh                    | 43.33 | Q     |
| 7    | 2    | Holandia        | Jamile Samuel, Marije van Hunenstijn, Tessa van Schagen, Naomi Sedney          | 43.34 | Q,    |
| 8    | 2    | Polska          | Agata Forkasiewicz, Marika Popowicz-Drapała, Anna Kiełbasińska, Ewa Swoboda    | 43.59 | q,    |
| 9    | 1    | Cypr            | Olivia Fotopoulou, Ramona Papaioannou, Filippa Fotopoulou, Eleni Artimata      | 43.87 | NR    |
| 10   | 2    | Hiszpania       | María Isabel Pérez, Nana Jacob, Estela García, Cristina Lara                   | 44.14 | SB    |
| 11   | 1    | Szwecja         | Elin Östlund, Linnea Killander, Isabelle Eurenius, Pernilla Nilsson            | 44.27 | SB    |
| 12   | 1    | Irlandia        | Joan Healy, Phil Healy, Sarah Murray, Niamh Whelan                             | 44.29 | SB    |
| 13   | 2    | Węgry           | Fanni Schmelcz, Éva Kaptur, Gréta Kerekes, Anasztázia Nguyen                   | 44.34 | =     |
| 14   | 2    | Grecja          | Maria Gatou, Elisavet Pesiridou, Ekaterini Dalaka, Maria Belimbasaki           | 44.58 |       |
| 15   | 2    | Słowacja        | Vladimíra Šibová, Lenka Kršáková, Denis Bučková, Alexandra Bezeková            | 45.31 |       |
| -    | 1    | Norwegia        | Helene Ronningen, Ida Bakke Hansen, Astrid Mangen Cederkvist, Ezinne Okparaebo | DNF   |       |

### Finał
Opracowano na podstawie materiału źródłowego.
| Poz. | Tor | Reprezentacja   | Zawodniczy                                                                  | Czas  | Uwagi |
| ---- | --- | --------------- | --------------------------------------------------------------------------- | ----- | ----- |
| 01 ! | 7   | Holandia        | Jamile Samuel, Dafne Schippers, Tessa van Schagen, Naomi Sedney             | 42.04 | NR    |
| 02 ! | 5   | Wielka Brytania | Asha Philip, Dina Asher-Smith, Bianca Williams, Daryll Neita                | 42.45 | SB    |
| 03 ! | 4   | Niemcy          | Tatjana Pinto, Lisa Mayer, Gina Lückenkemper, Rebekka Haase                 | 42.48 |       |
| 4    | 8   | Ukraina         | Ołesia Powch, Natalija Pohrebniak, Marija Riemień, Jelizaweta Bryzhina      | 42.87 | SB    |
| 5    | 3   | Szwajcaria      | Ajla Del Ponte, Sarah Atcho, Ellen Sprunger, Salomé Kora                    | 43.00 |       |
| 6    | 2   | Francja         | Floriane Gnafoua, Céline Distel-Bonnet, Jennifer Galais, Stella Akakpo      | 43.05 | SB    |
| 7    | 1   | Polska          | Agata Forkasiewicz, Marika Popowicz-Drapała, Anna Kiełbasińska, Ewa Swoboda | 43.24 | SB    |
| 8    | 6   | Włochy          | Irene Siragusa, Gloria Hooper, Martina Amidei, Audrey Alloh                 | 43.57 |       |